# Русины в Словакии

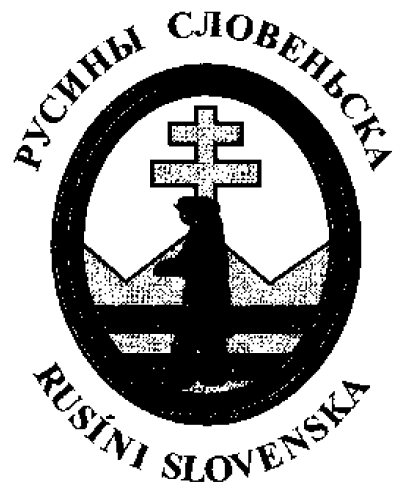
Герб русинов Словакии

Русины — одно из славянских национальных меньшинств, проживающих в Словакии. Русинское население в основном распространено на северо-востоке и востоке страны на границах с Польшей и Украиной. По данным переписи 2011 года, 33 482 человека заявили о своей русинской национальности, что составляет 0,6 % населения, и были третьим по величине меньшинством в Словакии. Русинский язык был назван родным языком 55 469 жителей, что составляет 1,0 % населения.

## История

### История русинов в XX веке
В межвоенной Чехословакии решался ряд вопросов, связанных с положением словаков, немцев и венгров, поляков и русинов в государстве. Русины, как этнос, создавший государство вместе с чехами и словаками, имели свою администрацию на своей территории. В декабре 1938 года русины получили автономию (Подкарпатская Русь).
В 1994 году произошла кодификация русинского языка в Словакии.

## Религиозный состав
Религиозный состав русинского населения по данным переписи 2011 года
- Греко-католическая церковь : 19 193 (57,3 %)
- Православная Церковь : 11080 (33,1 %)
- Неверующие : 1715 (5,1 %)
- Римско-католическая церковь : 718 (2,1 %)
- Не определились : 369 (1,1 %)
- Другие : 407 (1,2 %)